# Fondettes
Fondettes è un comune francese di 10 886 abitanti situato nel dipartimento dell'Indre e Loira nella regione del Centro-Valle della Loira.

## Società

### Evoluzione demografica
Abitanti censiti

## Amministrazione

### Gemellaggi
- Wiesbaden, dal 1975
- Constância, dal 1998